# اختراعات ایرانیان در دریانوردی
کهن‌ترین سند دریانوردی ایرانیان، مهری است که در چغامیش دزفول بدست آمده‌است . تاریخ تمدن ناحیه چغامیش به شش هزارسال پیش از میلاد می‌رسد. این مهر گلین، یک کشتی را با سرنشینانش نشان می‌دهد. در این کشتی یک سردار پیروز ایرانی، بازگشته از جنگ، نشسته، و اسیران زانوزده در جلوی او دیده می‌شوند. در این مهر یک گاو نر و یک پرچم هلالی شکل هم دیده می‌شوند. نقش‌های برجسته پاسارگاد نمایانگر توانمندی دریایی ایرانیان و فرمانروایی ایشان بر هفت‌دریاست.

## صنایع ایران
صنایع ایران از زمان مهاجرت مادها به سرزمین پهناور، حاصلخیز و ایران آغاز گردید، همیشه ایرانیان در کاربرد، ابداع و تولید ابزارآلات صنعتی برای بهره جستن در صنایع ایران همیشه زبانزد بوده‌اند و با همین مشخصه بارز در صنعت و صنایع متمایز ار دیگر رقبای صنعتی خود، نامی بزرگ در عرصه صنایع ایران بوده و هستند.

## صنعت ایران
همزمان با پیشرفت صنایع در ایران، صنعت ایران به مدد دانشمندان و متفکران بزرگ ایرانی، توانست در زمینه‌های مختلف از قبیل دریانوردی، کشتی سازی، نقشه‌کشی، کیمیاگری و … به پیشرفت‌های بسیار بزرگی دست یابد و خود این امر باعث اعتلای صنعت ایران در زمان خودش و حال گردد.

## قطب‌نما
در مورد اختراع قطب‌نما روایت‌های زیادی وجود دارد. تنی چند از دانشمندان آن را به چینی‌ها یا حتی ایتالیایی‌ها نسبت می‌دهند. اما بیشتر دانشمندان همداستانند که قطب‌نما به وسیله ایرانیان ساخته شده‌است. قطب‌نمای ایرانی برخلاف قطب‌نمای چینی که ۲۴ جهت داشت، دارای ۳۲ جهت بوده‌است. عدد ۳۲ علاوه بر نشان‌دادن دقت بیشتر قطب‌نمای ایرانی، نمایانگر آشنایی ایرانیان با اعداد در مبنای ۲ و دانش ریاضی پیشرفته آنان است. در افسانه‌های کهن ایرانی آمده‌است که اسفندیار رویین به هنگام حرکت برای نبرد با اژدها از پیکانی آهنین سود می‌جسته، که همواره جهت ثابتی را به او نشان می‌داده‌است. در دوران نخستین اسلامی، قبله‌نما توسط ایرانیان به قطب‌نما افزوده شد تا همواره و در هر وضعیتی بتوان جهت درست قبله را پیدا نمود. ایرانیان از این اختراع استفاده کامل نموده و آن را به دیگر مسلمانان شناساندند. نام‌های فارسی اجزای قطب‌نما در زبان عربی شاهد تاریخی مسلمی است که کاربرد قطب‌نما از طریق ایرانیان به دست دیگر ملت‌های مسلمان رسیده‌است.

## ژرفایاب
برای تعیین ژرفنای آب در دریا، به ویژه مناطق ساحلی دریای پارس و دریای مکران، ایرانیان ابزاری اختراع نموده و به کار می‌بردند که شباهت زیادی به شاغول بنایی داشته‌است. هرچند که اختراع این سوند باستانی به سندباد ناخدای پرآوازه ایرانی نسبت داده شده‌است، اما اکتشافات اخیر کشتی‌های غرق شده ایرانی در دریای اژه، که در یورش به یونان شرکت داشته‌اند، نشان می‌دهد که از دوران هخامنشیان، ایرانیان این ابزار را شناخته و به کار می‌بردند. ۱

## مسافت‌یاب و واحد سنجش دریایی گره
دریانوردان ایرانی، از زمان‌های باستان، ابزارهایی برای پیمودن مسافت‌های دریایی به کار می‌برده‌اند. یکی از این ابزارها ریسمانی بوده که دارای گره‌هایی در طول خود بوده و به تدریج باز می‌شده، که پس از رسیدن به انتها، آن را می‌پیچیدند و دوباره استفاده می‌کرده‌اند.

## رهنامه‌ها
ره‌نامه‌ها، نقشه‌ها و نوشته‌هایی بودند که در آن‌ها کلیه اطلاعات مربوط به دریانوردی ثبت و مستند شده بود. ایرانیان از روزگار باستان، مبتکر و صاحب رهنامه‌هایی بوده‌اند و به کمک آن‌ها دریانوردی و دریاپویی می‌کرده‌اند. رهنامه‌های ایرانیان، اطلاعات و آگاهی‌هایی در مورد بنادر و جزایر، گاه‌نگاری و جهت‌یابی، جریان‌های دریایی، جریان‌های هوایی، ابزارهای دریانوردی و… را دربرداشته‌اند. پس از اسلام، بسیاری از رهنامه‌های دوران ساسانی به عربی ترجمه شد و دریانوردان دوران اسلامی، بهره فراوانی از آنان برگرفتند.

## پیل الکتریکی
در سال ۱۳۳۰ خورشیدی، باستان‌شناس آلمانی ویلهلم کونیک و همکارانش در نزدیکی تیسفون ابزارهایی از دوران اشکانیان را یافتند. پس از بررسی معلوم شد که این ابزارها پیل‌های الکتریکی هستند که به دست ایرانیان در دوران اشکانیان ساخته شده و به کار برده می‌شده‌اند. او این پیل‌های تیسفون را باتری بغداد یا باتری پارتیان (Baghdad Battery) نامید. جهت آگاهی بیشتر از این پیل الکتریکی می‌توانید به سایت‌های با موضوع Baghdad Battery در اینترنت مراجعه نمایید.
اکتشاف این اختراع ایرانیان به اندازه‌ای تعجب و شگفتی جهانیان را برانگیخت که حتی برخی از دانشمندان اروپایی و آمریکایی این اختراع ایرانیان را به موجودات فضایی و ساکنان فراهوشمند سیارات دیگر که با بشقاب‌های پرنده و کشتی‌های فضایی به زمین آمده بودند، نسبت دادند، و آن را فراتر از دانش متفکران و پژوهشگران ایرانی دانستند. برای ایشان پذیرفتنی نبود که ایرانیان ۱۵۰۰ سال پیش از گالوای ایتالیایی (۱۷۸۶ میلادی) پیل الکتریکی را اختراع نموده باشند. (برای آگاهی بیشتر می‌توانید به کتاب ارابه خدایان نوشته اریک فن‌دنیکن مراجعه کنید).
ایرانیان از این پیل‌های الکتریکی جریان برق تولید می‌کردند و از آن برای آبکاری الکتریکی اشیا زینتی سود می‌جستند. اما در پهنه دریانوردی ایرانیان از این اختراع جهت آبکاری الکتریکی ابزارهای آهنی در کشتی و جلوگیری از زنگ زدن و تخریب آن‌ها استفاده می‌کردند.[]

## کشتی‌سازی
فرهنگ فنی و مهندسی ایرانیان از دیدگاه دریانوردی و کشتی‌سازی بسیار غنی و پربار است. آب‌های دریای پارس، دریای عمان، و اقیانوس هند، همچنین رودخانه‌های جنوب غربی ایران، از دیرباز پهنه دریانوردی و دریاپویی ایرانیان بوده‌است. در شاهنامه فردوسی، چندین بار، از کشتی‌سازی و کشتی‌رانی ایرانیان، سخن رانده شده‌است. قدمت و پیشینه این رشته از دانش و فن مهندسی ایرانیان را از سروده‌های فردوسی می‌توان دریافت. فردوسی از جمشید، پادشاه پیشدادی، به عنوان نخستین انسانی که هنر غواصی و صنعت کشتی‌سازی و دریانوردی را به دیگران آموخت، نام برده‌است. می‌توان دریافت که دانشمندان ایرانی در دوره تابندگی نژاد آریا که در شاهنامه فردوسی به نام دوره پادشاهی جمشید نام برده شده‌است، موفق به اختراع کشتی و فنون دریانوردی و دریاپویی شده‌اند.
گذرکرد زان پس به کشتی بر آب ز کشور به کشور برآمد شتاب
کشتی‌رانی در آب‌های ایران از دیرباز انجام می‌شده و با توجه به این سنت دریانوردی، نیاز به کشتی‌سازی و سودجستن از ابزارهای دریانوردی در ایران وجود داشته‌است. نخستین کشتی‌هایی که در رودخانه‌های میان‌رودان آمدوشد می‌کردند، به شکل‌های گوناگون ساخته می‌شدند و ابزار حرکت دادن آن‌ها پارو بوده‌است.
نبردناوهای ایرانی در زمان هخامنشیان، بزرگ‌ترین کشتی‌های جنگی زمان خود بودند که سه ردیف پارو زن و بادبان داشتند و با سرعت ۸۰ میل دریایی در روز حرکت می‌کردند. هر نبردناو شامل ۲۰۰ جنگجو بود که ۳۰ نفر از آن‌ها سربازان زبده پارسی، تکاور، بوده‌اند. نیروی دریایی ایران در زمان ساسانیان نیز، قدرت مطلق در دریای پارس و اقیانوس هند بوده که زیر بنای فرهنگ دریانوردی و دریاپویی مسلمانان را تشکیل داد.

## استرلاب
استرلاب astrolabe، ابزاری بوده که در جهان باستان برای تعیین وضعیت ستارگان نسبت به کره زمین به کار می‌رفته‌است. استرلاب، در سه گونه استرلاب خطی، استرلاب صفحه‌ای و استرلاب کروی ساخته می‌شده‌است. قطعات استرلاب نسبت به یکدیگر حرکت کرده و می‌توانستند جهت ستارگان، ارتفاع جغرافیایی آن‌ها و فواصل نسبی را مشخص نمایند. استرلاب در دریانوردی، برای جهت‌یابی به کار می‌رفته‌است. استرلاب‌های ایرانی از برنج و آلیاژهای دیگر مس ساخته می‌شده‌اند. هرچند پاره‌ای مورخان اختراع اولیه استرلاب را به یونانیان و فنیقیان نسبت می‌دهند، اما سهم اندیش‌ورزان ایرانی در اختراع انواع گوناگون استرلاب و تکامل و افزودن بخش‌های مختلف آن، انکارناپذیر بوده و از سوی تمامی تاریخ‌نگاران ثبت شده‌است.

## نقشه‌برداری
از دوران‌های پیشین در ایران‌زمین کارهای مهندسی با سودجستن از ابزارهای مساحی و پیاده کردن نقشه انجام می‌گرفته‌است. نقشه‌برداری از سواحل و تعیین مسیرهای ایمن دریایی، به ویژه در نقاط کم‌عمق، از وظایف نیروی دریایی ایران بوده‌است.

## ابزارهای اندازه‌گیری
تراز (تئودولیت)
تراز شاهینی، که نخستین نوع تئودولیت به‌شمار می‌آید توسط کرجی مخترع و دانشمند ایرانی، اختراع شده‌است. این دستگاه شامل صفحه‌ای مدرج بوده که به وسیله زنجیری از میله‌ای آویزان می‌شده‌است. با تعیین امداد افقی می‌توان مستقیم اختلاف ارتفاع بین دو نقطه را از روی درجه‌بندی آن تعیین نمود.

## شاخص خورشیدی
پیشینه تعیین تغییر زمان از طریق اندازه‌گیری سایه آفتاب به زمان باستان برمی‌گردد. در آغاز، شاخص‌های خورشیدی، ویژه اندازه‌گیری زمان و حرکت خورشید، از سایه ساختمان‌ها و درختان تشکیل می‌شده‌است. به‌تدریج، با گذشت زمان از ابزارهایی که به صورت شاخص قائم بر روی صفحه‌ای قرار داده می‌شده ساخته شدند. شاخص‌های آفتابی معمولاً ارتفاع خورشید و عرض جغرافیایی روزانه را مشخص می‌نمودند. علاوه بر این شاخص‌ها شواهدی هم در دست است که ایرانیان از ابزارهای آفتابی دیگری برای مشخص نمودن طول جغرافیایی و جهت سود می‌جستند. در دوران اسلامی، دریانوردان ایرانی، برای مشخص نمودن جهت مکه، جهت انجام وظایف مذهبی روزانه، در هر نقطه شاخص‌هایی ساخته بودند. در این ابزار یک شاخص آفتابی قائم نصب شده که زمان را مشخص می‌کرده و آنگاه با گرداندن آن ابزار در امتداد مدار، جهت مکه کاملاً مشخص می‌شده‌است.

## ابزار نمایش و پردازش حرکت سیارات
از جمله ابزارهایی بوده که ریشه‌های تاریخی آن را نیاز به مطالعات ستاره‌شناسی و دریانوردی تشکیل می‌دهد، این ابزارها برای نمایش حرکت سیارات، زمین و خورشید و همچنین محاسبات زاویه‌ای و طولی به کار می‌رفته‌است. اینکه ایرانیان، دست‌کم ۱۵۰۰ سال پیش از اروپاییان می‌توانستند طول جغرافیایی را، به ویژه در دریا، از نصف‌النهار مبدأ (نیمروز – سیستان) حساب کنند، از سوی بسیاری از دانشمندان و تاریخ‌نگاران پذیرفته شده‌است. این محاسبات و پردازش‌های پیچیده، بدون سودجستن از ابزارهایی که در مثلثات و محاسبات زاویه‌ای به کار می‌رود، غیرممکن بوده‌است. یکی از این ابزارها که در لاتین اکواتوریوم، Equatorium، نامیده می‌شود برای تعیین مدار خورشید و سیارات به کار می‌رفته‌است؛ که در صنایع جنگی دریایی برای محاسبات روش حمله و نیز نحوه استفاده از تجهیزات مورد استفاده می‌گرفت.

## مواد نفتی
مواد نفتی به صورت‌های گوناگون در جهان باستان، ایران و میان‌رودان، شناخته شده و به کار برده می‌شده‌است. گذشته از استفاده‌های سوختی و گرمائی که از آغاز عمل شناخت قیر و برداشت‌های متافیزیکی از آتش و آتش‌جاویدان بوده، در دانش و فناوری استفاده می‌شده‌است. کاربرد آن به صورت عامل چسباننده، عایق‌بندی‌کننده و ملات بوده‌است. ایرانیان، کف کشتی‌ها را قیراندود و نفوذ ناپذیر می‌ساخته‌اند.

## استفاده از آتش در صنایع نظامی
کاربرد آتش در جنگ، برای سوزاندن کشتی‌ها و تأسیسات دریایی دشمن، از دوران باستان معمول بوده‌است. در ارتش ایران، هم در نیروی زمینی و هم در نیروی دریایی همواره گروهی به نام نفت‌انداز، نپتان یا نفات، با اونیفورم ویژه خود مأموریت پرتاب مواد قیری و نفتی را بر عهده داشته‌اند.
ساده‌ترین روش، پرتاب آتش با تیر بوده‌است، این روش سپس به صورت پرتاب ظرفی از آتش، نارنجک مانند، تکامل پیدا نمود. برای پرتاب ظرف‌های بزرگ از ابزارهای مکانیکی، همچون منجنیق، سود می‌جستند. نفت یا نپتا، که در شاهنامه از آن تحت عنوان قاروره یاد شده‌است، تا مدت‌ها جزو اسرار نظامی بود.
پروکوپیوس، Preoccupies، تاریخ‌نگار رومی در سده ششم میلادی، از روغن مادها نام می‌برد و می‌گوید که ایرانیان، ظرف‌هایی از روغن مادها و گوگرد را پر کرده و آن‌ها را آتش زده و به سوی دشمن پرتاب می‌کنند. پروکوپیوس می‌گوید که این ماده در روی آب شناور مانده و به محض تماس، کشتی‌های دشمن را به آتش می‌کشیده‌است.
در شاهنامه فردوسی واژه قیر به صورت قار به کار رفته‌است.
چو دریای قار است گفتی جهان همه روشناییش گشته نهان
یکی خیمه زد بر سر از رود قار سیه شد جهان، چشم‌ها گشت تار

## خشاب (چراغ دریایی)
از دوران‌های پیشین در دریای پارس ساختمان‌هایی ساخته بودند که بر فراز آن‌ها آتش افروخته می‌شد. این ساختمان‌ها عمل برج‌دریایی و چراغ‌دریایی را برای راهنمایی دریانوردان و همچنین خبررسانی انجام می‌دادند. فاصله این چراغ‌های دریایی چنان بوده که با پدید شدن یکی، دیگری نمایان می‌شده‌است.
برج‌های دریایی، با آتشی که بر فراز آن‌ها افروخته می‌شد، به چند دلیل ساخته می‌شدند.
نخست آنکه، با بالا آمدن آب در زمین‌های کم عمق این خطر وجود داشته که کشتی‌ها ندانسته به سوی آب‌های کم عمق رفته، به شن نشسته و نابود شوند.
دوم آنکه، با دیدن نور در تاریکی، کشتی‌ها، در تاریکی شبانگاه و هوای ابری راه و جهت خود را بیابند.
سوم اینکه، در صورت یورش دزدان و غارتگران دریایی، به پادگان‌های زمینی و رزم‌ناوها خبر داده تا به سرعت جهت مقابله با آن‌ها اقدام کنند.
دلیل چهارم این بوده‌است که دریابان‌های مستقر در این ساختمان‌ها، پدیده‌های هواشناختی و دریاشناختی را ثبت می‌کرده‌اند. دریانوردان تازه‌کار ایرانی از این اطلاعات برای رویارویی با رخدادهای هوا و دریا، به ویژه رخدادهای چرخه‌ای و دوره‌ای استفاده می‌کردند.

## چکیده‌نویسی
در دربار پادشاهان ایرانی، گروهی از دبیران وظیفه داشتند که گزارش‌های رسیده از اطراف کشور را کوتاه‌نوشته کرده به مقامات بالاتر ارائه دهند. در امر دریانوردی و کشتی‌رانی هم نیاز دریانوردان ایرانی در به همراه داشتن چکیده‌ای از سفرهای پیشین دیگر دریاپویان در مسیرهای دریایی، باعث گسترش این فن در میان دریانوردان بوده‌است.

## دوربین (تلسکوپ)
در تاریخ سلسله پادشاهی یوان در چین مندرج شده که برای تأسیس رصدخانه پکن، به سرپرستی کوئوشوچینگ منجم دربار، تعدادی ابزارهای رصدی از رصدخانه مراغه در ایران خریداری شده‌است. از جمله این ابزارها حلقه‌دار، عضاده (آلیداد)، دو لوله رصد، صفحه‌ای با ساعت‌های مساوی، کره سماوی، کره زمین، تورکتوم (نشان دهنده حرکت استوا نسبت به افق) هستند. چینیان لوله رصد را «وانگ-تونگ» نامیده‌اند. به گفته تاریخ سلسله پادشاهی یوان ایرانیان از این اختراع نه تنها برای رصد اجرام آسمانی، بلکه برای مشاهده دوردست‌ها، به ویژه در دریا سود می‌جسته‌اند.

## پزشکی دریایی
در سفرهای دریایی اکتشافی که در زمان هخامنشیان انجام می‌شد، همواره پزشکانی با کاروان‌های دریایی همراه بودند که وظیفه مراقبت‌های بهداشتی دریانوردان را بر عهده داشته‌اند. در دانشگاه گندی‌شاپور، دوره ساسانیان، هم بخشی به گردآوری اطلاعات دربارهٔ بیماری‌های دریانوردان و راه‌های درمان آن‌ها اختصاص داشته‌است.
اما نخستین کتابی که در این باره نوشته شد، بخشی از کتاب جامع، فردوس الحکمه، است که توسط علی بن ربان طبری (تبرستانی)، پزشک ایرانی، گردآوری و تألیف شده‌است. ربان تبرستانی، یک پزشک بود که در طی سفرهای فراوان دریایی خود اطلاعاتی دربارهٔ بیماری‌های دریانوردان و درمان آن‌ها گردآوری نمود. او یادداشت‌های ارزشمند خود را برای پسرش علی به میراث گذاشت. علی‌بن‌ربان تبری نخستین کتاب جامع در پزشکی را نوشت که بخشی از آن به بیماری‌های دریایی و درمان آن‌ها اختصاص داشت. هم او بود که در زمان اقامتش در شهر ری به آموزش پزشکی پرداخت و رازی پزشک نامدار ایرانی و کاشف الکل، شاگرد او بوده و اصول علم طب را از وی فراگرفته بود.
ابوعلی‌سینا هم در بخش پنجم کتاب قانون، بیماری‌های کل بدن، فصلی را به بیماری‌های دریایی اختصاص داده‌است. علی بن عباس اهوازی نیز در دانشنامه پزشکی خود در سده چهارم هجری در این زمینه مطالبی را ارائه داشته‌است.